# 台湾総督命令公布式
台湾総督命令公布式（たいわんそうとくめいれいこうふしき、昭和8年台湾総督府令第2号）は、日本統治時代の台湾において台湾総督が発する命令の形式及び公布の手続について規定した日本の台湾総督府令。昭和8年（1933年）1月12日成立、公布、施行。
本令の制定によって、台湾総督ノ発スル命令公布式（明治34年台湾総督府令第103号）は廃止された。

## 概要
台湾総督が発する命令であって、台湾ニ施行スヘキ法令ニ関スル法律（大正10年法律第3号）2条の規定によるものは律令、その他は府令であることを明記し、台湾総督が署名し、公布の年月日を記入して、同日、公布する（1条）。
台湾総督が発する命令は、台湾日日新報附録府報をもって公布する（2条）。
台湾総督が発する命令は、特に施行期日を掲げるものを除くほか、公布の日から起算して、満7日を経て施行する（3条）。

## 改正
昭和17年（1942年）3月19日、本令2条の規定が改正され、台湾日日新報附録府報による公布が台湾総督府官報による公布に改められた（同年4月1日施行）。